# 마스코우텐족
마스코우텐(Mascouten, 마스코우틴, 또는 머스케툰)은 알곤킨어를 쓰던 사라진 아메리칸 인디언 부족으로, 오다와족에 의해 미시간에서 쫓겨난 이후 오늘날의 일리노이와 위스콘신 경계에 인접한 미시시피강 양안에 살아왔다고 여겨졌다.
프랑스인 선교사들에 의해 사초에 최초로 등장하게 되었으며, 선교사들은 마스코우텐이 오늘날의 미시간주 남부 지역에 거주하고 있다고 서술하였다. 1712년 마스코우텐은 프랑스군과 포타와토미 족들에 의해 거의 멸족될 위기를 겪고 키카푸와 폭스와 통합하게 된다.
생존자들은 서쪽으로 이주해야 했다. 마스코우텐이 역사적 기록에 최후로 등장한 것은 1779년으로, 이때 그들은 오늘날의 인디애나주 와바시 강 유역에 피안카쇼와 키카푸 족과 함께 살고 있었다. 미국의 기록에는 1813년과 1825년에 키카푸 프레리 부족의 일부로 등장한다.
그들의 이름은 폭스 어에서 왔으며 작은 프레리 부족이라는 의미를 가진다. 그들 자신들을 부르는 명칭에 대해서는 역사학자들도 제대로 알지 못하고 있다.